# Verneix
Verneix – miejscowość i gmina we Francji, w regionie Owernia-Rodan-Alpy, w departamencie Allier.

## Demografia
Według danych na rok 1990 gminę zamieszkiwały 574 osoby, a gęstość zaludnienia wynosiła 19 osób/km². W styczniu 2015 r. Verneix zamieszkiwało 626 osób, przy gęstości zaludnienia wynoszącej 20,7 osób/km².